# Ализе
Ализе (фр. Alizay) насеље је и општина у северној Француској у региону Горња Нормандија, у департману Ер која припада префектури Andelys.
По подацима из 2011. године у општини је живело 1.429 становника, а густина насељености је износила 165,78 становника/km². Општина се простире на површини од 8,62 km². Налази се на средњој надморској висини од 66 метара (максималној 135 m, а минималној 4 m).

## Демографија
| 1962. | 1968. | 1975. | 1982. | 1990. | 1999. | 2011. |
| ----- | ----- | ----- | ----- | ----- | ----- | ----- |
| 802   | 853   | 865   | 855   | 1.090 | 1.262 | 1.429 |

График промене броја становника у току последњих година